# Hangbrücke Schweich

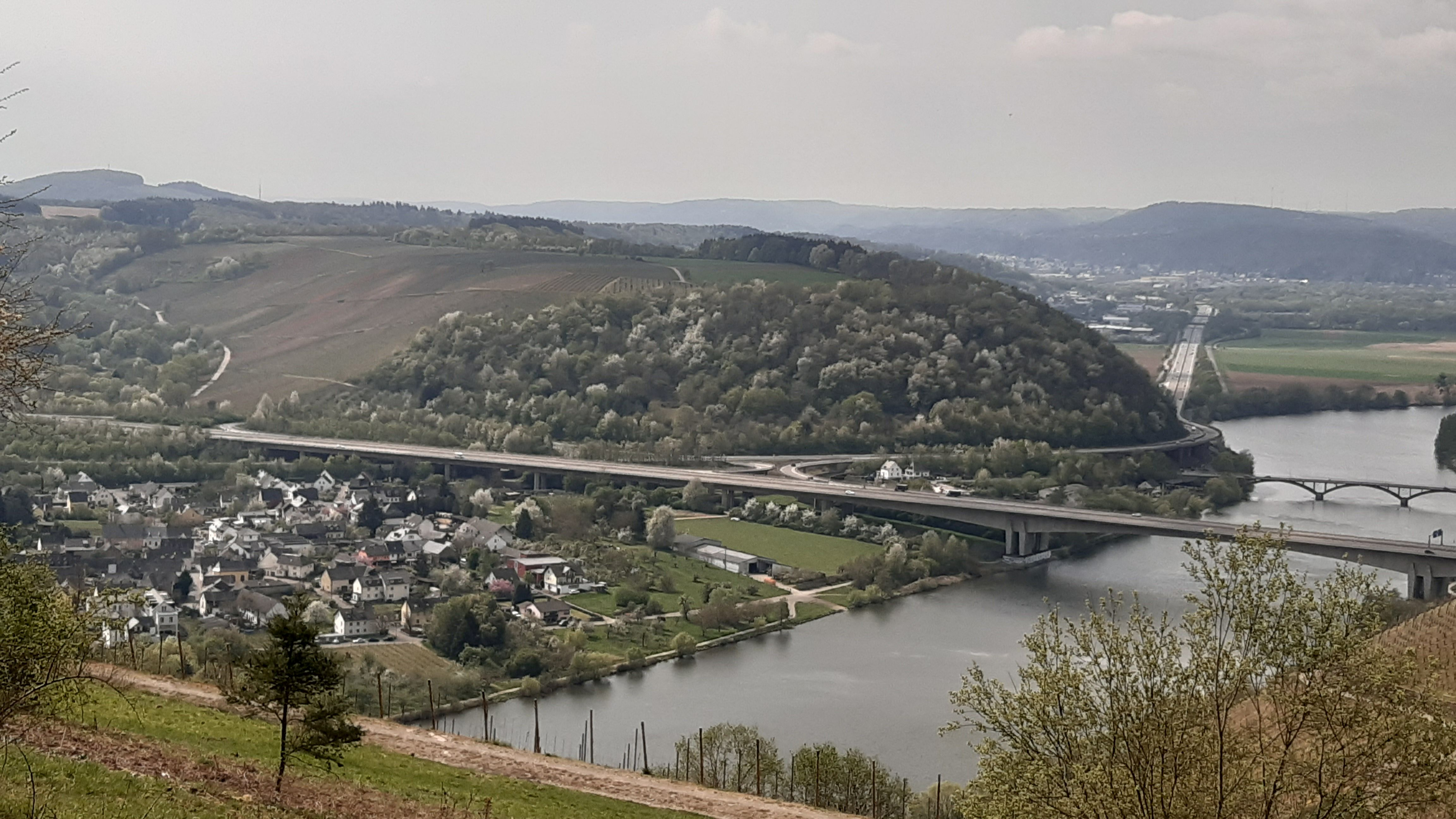
Angelberg und Hangbrücke Schweich

Die Hangbrücke Schweich im Zuge der Bundesautobahn 602 ist eine Hangbrücke auf der Gemarkung von Longuich in der Nähe der Stadt Schweich an der Mosel in Rheinland-Pfalz. Sie verläuft am nördlichen Rand des Angelberges.
Unterhalb und parallel der Hangbrücke verläuft die Landesstraße 145.
Die Balkenbrücke aus Spannbeton hat eine Länge von 671 m und eine Spannweite von 42 m.
Sie entstand 1974 als Teil der damaligen Bundesstraße 49, kam später zur BAB 602 und wurde 2006 aufwendig erneuert.